# 슈퍼문 (2021년 영화)
"슈퍼문"은 대한민국에서 2021년 9월 9일에 상영되었던 애니메이션 영화이다. 부천국제애니메이션페스티벌, 인디애니페스트에 출품되었던 영화로, 독립 영화이며 자연을 소재로 한다.

## 등장인물
- 건우 - 주동인물로 등장하는 어린 소년으로, 갑자기 뿔이 생겼다는 설정이 존재한다.